# 代米迪夫卡 (赫洛貝內市鎮)
49°25′11″N 33°36′23″E / 49.41972°N 33.60639°E
代米迪夫卡（烏克蘭語：Демидівка），是烏克蘭中部波爾塔瓦州克雷門丘克區的村落，隸屬赫洛貝內市鎮，距離庫普耶瓦泰和馬尼利夫西克1公里，面積0.62平方公里，海拔高度72米。